# Paguristes wassi
Paguristes wassi är en kräftdjursart som beskrevs av Anthony J. Provenzano, Jr. 1961. Paguristes wassi ingår i släktet Paguristes och familjen Diogenidae. Inga underarter finns listade i Catalogue of Life.